# Fernando Real
Fernando Nunes Ferreira Real (ur. 7 stycznia 1923 w Camarate, zm. 2 grudnia 2006 w Lizbonie) – portugalski geolog i nauczyciel akademicki, profesor, w latach 1990–1991 minister środowiska.

## Życiorys
Z wykształcenia geolog, absolwent Uniwersytetu Lizbońskiego z 1950. W tym samym roku podjął pracę jako nauczyciel akademicki, prowadził również działalność badawczą w zakresie geologii. Był zatrudniony (m.in. jako kierownik sekcji poszukiwawczo-geologicznej) w Companhia de Diamantes de Angola, przedsiębiorstwie eksploatującym kopalnie diamentów w Angoli. Pracował także w Kongu Belgijskim oraz w Mozambiku, zajmował się badaniami dorzecza rzeki Zambezi. Kontynuował przy tym działalność naukową, uzyskując w 1960 doktorat, a w 1965 habilitację (título de agregado) na macierzystej uczelni.
Ponownie pracował następnie w Angoli, pełnił funkcje zastępcy rektora i rektora powołanego za czasów kolonialnych uniwersytetu (później przekształconego w Universidade Agostinho Neto). Po rewolucji goździków z 1974 powrócił do Portugalii, został nauczycielem akademickim w instytucie politechnicznym w Vila Real, przekształcanym potem kolejno w Instituto Universitário de Trás-os-Montes e Alto Douro (IUTAD) oraz Universidade de Trás-os-Montes e Alto Douro (UTAD). W latach 1979–1980 przewodniczył portugalskiemu towarzystwu geologicznemu. W 1980 objął stanowisko rektora instytutu uniwersyteckiego IUTAD. W latach 1985–1987 pełnił funkcję sekretarza stanu do spraw szkolnictwa wyższego w administracji rządowej. Został następnie rektorem uniwersytetu UTAD. W styczniu 1990 stanął na czele nowo utworzonego ministerstwa środowiska, dołączając do drugiego gabinetu Aníbala Cavaco Silvy; urząd ten sprawował do kwietnia 1991.
Na UTAD kierował następnie założonym przez siebie instytutem badawczo-rozwojowym ITIDAI. Wcześniej (w 1986) zorganizował na tej uczelni muzeum geologii.

## Odznaczenia
- Order Edukacji Publicznej klasy II (1984) i I (1994)[4]